# Castello del Conte Verde
Il cosiddetto castello del Conte Verde (anche noto come Castellazzo) è un edificio militare - ormai ridotto a rudere - situato in provincia di Torino, su una piccola altura tra Caprie e Condove (nel territorio di quest'ultimo), nella bassa valle di Susa, tra i monti Pirchiriano (su cui sorge la celebre sacra di San Michele) e Caprasio.

## Storia
Secondo la leggenda faceva parte delle fortificazioni delle chiuse longobarde, ma le prime notizie risalgono ad atti notarili del XIII secolo: il castello viene citato come Castrum Capriarum e figura tra i territori su cui i Savoia esercitavano diritti di baronia.
 L'edificio, tuttavia, non era di loro proprietà, bensì sede della castellania di San Giusto di Susa: era quindi una sede abbaziale in cui si trovavano un tribunale e un carcere, presidiati da un esiguo numero di soldati. La tradizionale denominazione che la attribuisce al Conte Verde Amedeo VI di Savoia non ha invece alcun riscontro storico.
Al centro dell'edificio, su un masso erratico, è stata posta una lapide che recita: "Su questo dosso roccioso plasmato nei millenni dal ghiacciaio quaternario valsusino Carlo Magno Re dei Franchi sostò coi suoi condottieri nel 773 d.C. dopo la battaglia delle Chiuse d'Italia che pose fine al secolare regno dei Longobardi e segnò l'inizio del Sacro Romano Impero".